# 719년

## 연호
- 당(唐) 개원(開元) 7년
- 일본(日本) 요로(養老) 3년
- 발해(渤海) 천통(天統) 22년 / 발해(渤海) 인안(仁安) 원년

## 기년
- 당(唐) 현종(玄宗) 8년
- 신라(新羅) 성덕왕(聖德王) 18년
- 발해(渤海) 고왕(高王) 22년 / 무왕(武王) 원년

## 사건
- 발해, 건국 시조 대조영(고왕) 세상을 떠나고 장남 대무예가 무왕으로 왕의 자리에 오름. 연호는 인안(仁安)이라 함.

## 사망
- 발해(渤海)의 초대 태왕(太王) 고왕 대조영(高王 大祚榮)